# Joseph Ferdinand Keppler
Pour les articles homonymes, voir Keppler.
Joseph Ferdinand Keppler, né le 1er février 1838 à Vienne et mort le 19 février 1894 à New York, est un dessinateur et caricaturiste américain d'origine autrichienne. Il a grandement influencé l'expansion de la caricature satirique aux États-Unis.
Il a fondé le magazine Puck en 1871.

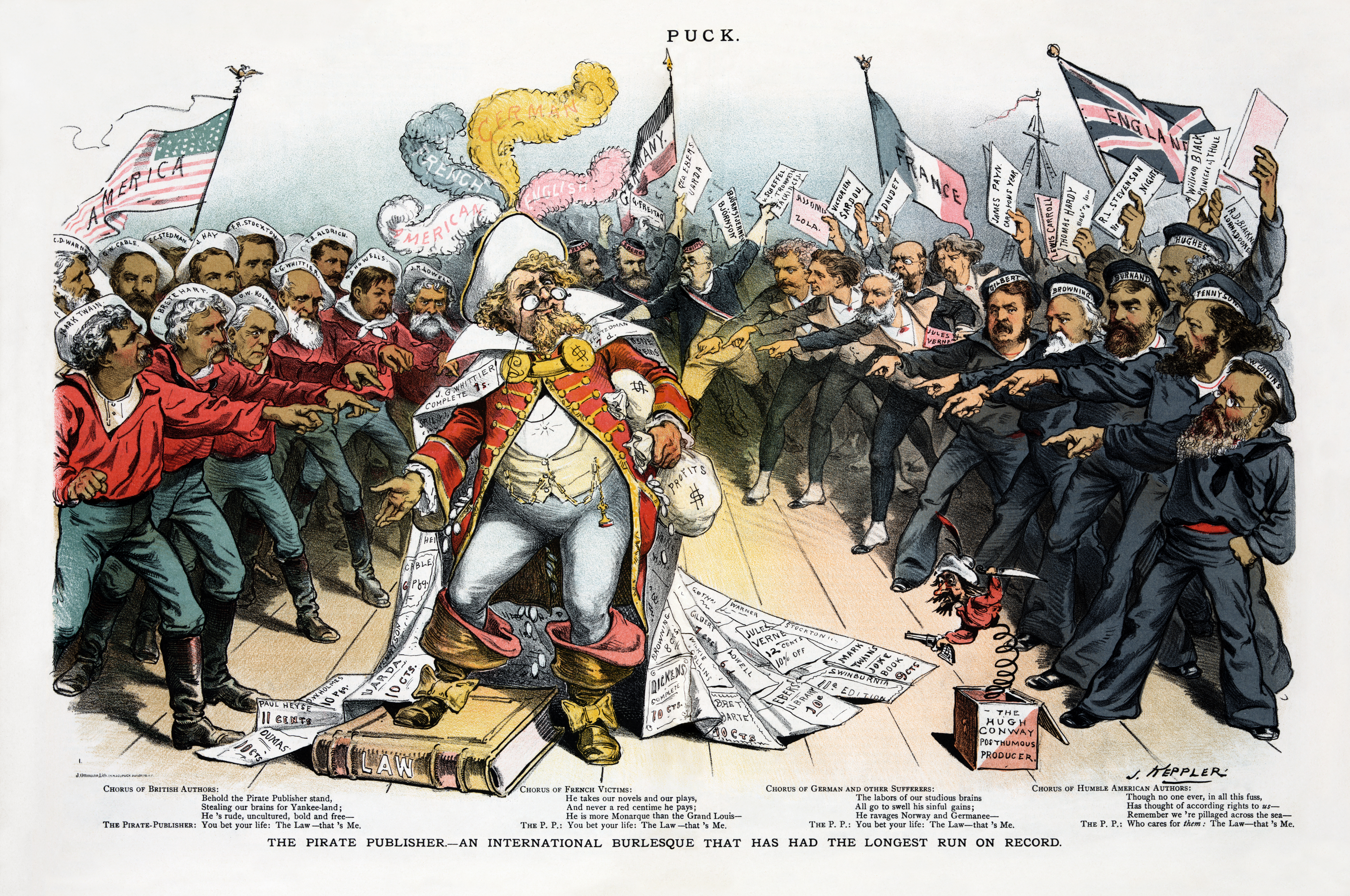
The Pirate Publisher—An International Burlesque that has the Longest Run on Record. Illustration de Joseph Ferdinand Keppler publiée en février 1886 dans le magazine satirique Puck. Il s'agit d'un commentaire sur l'état juridique du copyright qui, avant un traité signé en 1911, n'offre habituellement aucune protection aux auteurs étrangers et à leurs œuvres. Dans l'illustration, des auteurs allemands, norvégiens, français, anglais et américains entourent un éditeur qui republie leurs dernières œuvres sans paternité ou redevances dans un pays étranger, ce qu'autorisent les lois internationales de cette époque. Les noms des auteurs caricaturés apparaissent sur leur chapeau ou une affiche à proximité : William S. Gilbert, Mark Twain, Alfred Tennyson, Robert Browning, Émile Zola, Jules Verne, Victorien Sardou, Wilkie Collins, Oliver Wendell Holmes, John Greenleaf Whittier, Charles Dickens, Bret Harte, Georg Moritz Ebers, James Russell Lowell, etc.